# Лицар Камелота
«Лицар Камелота» (англ. A Knight in Camelot) — американський фантастичний комедійний телефільм 1998 р. за участю Вупі Ґолдберґ і Майкла Йорка. Режисер — Роджер Янг, дистриб'ютор — Disney, за мотивами твору Марка Твена Янкі з Коннектикуту при дворі короля Артура.
Фільм призначений для сімейного перегляду.

## Сюжет
Сучасний науковець, доктор фізики Вів'єн Морган (Вупі Ґолдберґ), випадково потрапляє в минуле, в епоху короля Артура, та стає полонянкою сера Саграмура, який веде її на суд Артура. У суді, крім лицарів Круглого столу, беруть участь королева Ґвіневера і чарівник Мерлін. Вів'єн вдається переконати короля Артура, що вона може бути корисна йому, король залишає Вів'єн при дворі.
Вів'єн не сидить склавши руки — вона намагається ввести різні удосконалення для полегшення праці людей, але її зусилля вітаються далеко не всіма. Вона дізнається від слуги Кларенса, що сер Саграмур колись знищив його родину, тепер, коли Кларенс достатньо дорослий, він хоче кинути виклик серу Саграмуру. Однак, саме Вів'єн доводиться боротися з Саграмуром, оскільки Кларенс — не лицар.
Бій відбувається в головній залі замку. Вів'єн і Кларенс перемагають сера Саграмура, який тепер повинен покинути двір короля.
Вів'єн переконує короля Артура інкогніто подорожувати країною, щоб побачити життя простого народу. Але подорож закінчується арештом і смертним вироком для них. У той час королева та її коханий сер Ланселот, думаючи, що король загинув, намагаються захопити трон.
Кларенс рятує Вів'єн і короля від шибениці, вони встигають до двору вчасно, щоб зупинити узурпаторів. У нагороду за вірність король посвячує Кларенса в лицарі, Вів'єн вирушає додому — в XX століття.

## Ролі
- Вупі Ґолдберґ — Доктор Вів'єн Морґан
- Майкл Йорк — Король Артур
- Палома Баєз — Сенді
- Саймон Фентон — Кларенс
- Джеймс Кумбс — сер Ланселот
- Роберт Едді — сер Саграмур
- Ян Річардсон — Мерлін
- Аманда Доног'ю — Королева Гвіневера

## Критика
Рейтинг фільму на сайті IMD — 4,6/10.